# Per amore, solo per amore
Per amore, solo per amore è un film del 1993 diretto da Giovanni Veronesi.
È tratto dall'omonimo libro di Pasquale Festa Campanile, vincitore del premio Campiello nel 1984.

## Trama
Il falegname Giuseppe, scapolo attempato, frequentatore di vedove da consolare, assiduo cliente di bordelli e in apparenza non particolarmente religioso, si invaghisce della giovane Maria.
Nonostante la differenza di età e dopo varie peripezie, si sposano, sebbene Giuseppe scopra che Maria è incinta e non si sa di chi. Egli lascia credere agli amici che sia stato lui, per mettere i parenti di lei di fronte al fatto compiuto e consentire così alle nozze riparatrici.
Alla fine Giuseppe si convince del disegno divino che sta dietro alla gravidanza di Maria e confida al suo servo Socrates che Dio «ha avuto coraggio a scegliere me, molto coraggio».

## Riconoscimenti
- 1994 - David di Donatello
  - Migliore sceneggiatura a Giovanni Veronesi e Ugo Chiti
  - Migliore produttore a Aurelio De Laurentiis
  - Migliore attore non protagonista a Alessandro Haber
  - Candidatura per il miglior film
  - Candidatura per il migliore attore protagonista a Diego Abatantuono
  - Candidatura per la migliore attrice non protagonista a Stefania Sandrelli
  - Candidatura per la migliore scenografia a Enrico Fiorentini
  - Candidatura per i migliori costumi a Gabriella Pescucci
  - Candidatura per il miglior montaggio a Nino Baragli
  - Candidatura per la migliore colonna sonora a Nicola Piovani
- 1994 - Nastro d'argento
  - Miglior attore non protagonista a Alessandro Haber
  - Candidatura per il miglior produttore a Aurelio De Laurentiis
- 1994 - Globo d'oro
  - Candidatura per la miglior attrice a Penélope Cruz